# Cesare Pecile
Cesare Pecile (Padova, 20 luglio 1931 – Padova, 25 gennaio 2011) è stato un chimico italiano.
Fu professore di chimica fisica presso l'Università di Padova, riconosciuto per il suo contributo nello studio della spettroscopia infrarossa. Viene inoltre ricordato per il suo ruolo nella nascita del sistema bibliotecario dell'Università di Padova e per l'innovazione nell'organizzazione della Facoltà di Scienze. Gli è intitolata la biblioteca di chimica dell'ateneo. 

## Biografia
Cesare Pecile si diplomò nel 1949 al Liceo Classico Barbarigo di Padova.
Nel 1957 si laureò in chimica presso l'Università di Padova ed entrò poi nell'Istituto di Chimica Fisica allora diretto da Giovanni Semerano.
Nel maggio del 1960 vinse il primo concorso italiano per borse di studio della NATO arrivando secondo in graduatoria con un punteggio di 68/70. Ciò gli permise di entrare come Research associate nel Department of Chemistry dell'Università della California, Berkeley, dove si unì al gruppo di ricerca di George C. Pimentel nell'agosto del 1961. Qui si occupò principalmente “dell'individuazione della struttura di specie molecolari labili mediante spettroscopia vibrazionale in matrice rigida a bassa temperatura. Questa tecnica prevedeva la solidificazione della miscela gassosa su una finestra raffreddata a basse temperature, fino a 20° K”.Al termine del suo periodo a Berkeley, nell'agosto del 1962, Cesare Pecile tornò in Italia.
Nel gennaio del 1963 fu eletto presidente della sezione padovana dell'ANPUI (Associazione Nazionale Professori Universitari Incaricati). Tra il 1967 e il 1970 fu parte del Comitato centrale ANPUI di cui era anche vicepresidente.
Nel 1971 divenne professore di chimica fisica presso l'Università di Padova.
Cesare Pecile fu un sostenitore dell'esigenza di coordinare l'operato delle biblioteche dell'Ateneo patavino in modo che potessero adempiere al meglio alla loro funzione di supporto della comunità accademica. Partendo dalla sua esperienza presso la Biblioteca Centrale di Chimica dell'Università di Padova, di cui fu Direttore dal 1971 al 1981, si adoperò per la costruzione del Sistema Bibliotecario di Ateneo. Promosse la realizzazione del primo Catalogo cartaceo di tutti i periodici scientifico-tecnici delle biblioteche dell'Università di Padova e contribuì all'avvio dell'informatizzazione elettronica dell'intero sistema.
Tra il 1982 e il 1983 si impegnò nel Consiglio di Amministrazione dell'Ateneo.
Nello stesso biennio 1982-83 fu presidente della Associazione Italiana di Chimica Fisica (AICF).
Nell'aprile del 1985 il neo eletto rettore Marcello Cresti gli affidò la presidenza della Commissione di Ateneo per l'organizzazione e centralizzazione delle Biblioteche (CAB).
Nel gennaio del 1987 divenne presidente anche della Commissione di ateneo per la sperimentazione e l'automazione delle Biblioteche (CASAB).
Dal 1990 al 1999 ricoprì la carica di 38° preside della facoltà di Scienze Matematiche, Fisiche e Naturali presso l'Università di Padova.
Dal 1993 al 2009, per delega dei rettori in carica in quel periodo, curò la progettazione e la realizzazione di oselle natalizie in bronzo la cui serie completa ricostruisce la storia dell'Ateneo. Il progetto fu reso possibile tramite il finanziamento dell'Associazione Amici dell'Università.
Nel biennio 1984-85 fu il primo presidente della Divisione di Chimica Fisica della Società Chimica Italiana. Fu socio effettivo dell'Accademia Galileiana in Padova e socio effettivo corrispondente dell'Istituto Veneto di Scienze Lettere ed Arti di Venezia.
Morì a Padova il 25 gennaio 2011.

## Onorificenze
- Medaglia d'oro dell'Università di Padova nel 1983;
- Medaglia d'oro "G.B. Bonino" della Divisione di Chimica Fisica della Società Chimica Italiana nel 2006;
- Premio del Ministro per i beni e le attività culturali per la Chimica assegnato dall'Accademia dei Lincei nel 2006;

## Intitolazioni
Alla sua memoria è stata intitolata la Biblioteca di chimica dell'Università di Padova.